# Орджоникидзевское высшее общевойсковое командное училище

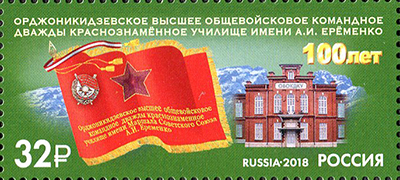
Юбилейная почтовая марка с изображением главного здания и боевого знамени Орджоникидзевского высшего общевойскового командного училища

Орджоникидзевское высшее общевойсковое командное дважды Краснознаменное училище имени Маршала Советского Союза А. И. Еременко (ОрджВОКУ) —  военное учебное заведение Министерства обороны СССР и Министерства обороны Российской Федерации, которое в разные годы своего существования носило различные наименования.

## История

### Довоенный период
16 ноября 1918 года в Туле, приказом Всероссийского главного штаба были сформированы созданы 36-е Тульские пехотные курсы красных командиров, задачей которых стала подготовка младших командиров для пехотных частей РККА.
2 октября 1919 года состоялся первый выпуск командиров, на котором присутствовал Председатель ВЦИК М. И. Калинин.
31 декабря 1920 года 36-е Тульские пехотные курсы были преобразованы в 17-ю Тульскую пехотную школу командного состава РККА.
В мае 1924 года 17-я Тульская пехотная школа была передислоцирована в г. Владикавказ с переименованием в 17-ю Владикавказскую пехотную школу.
Первый выпуск младших командиров в новом пункте дислокации состоялся в августе 1925 года.
В период с 1919 по 1930 годы курсанты пехотной школы принимали участие в Гражданской войне и в подавлении антиправительственных мятежей на Дону и Северном Кавказе.
15 сентября 1930 года  ЦИК СССР наградил пехотную школу за активное участие в гражданской войне, ликвидацию контрреволюционных банд в горах Северного Кавказа и Почётным Революционным Красным Знаменем. В полное наименование школы добавилась регалия «Краснознамённая».
1 января 1932 года директивой Главного управления военно-учебных заведений РККА Владикавказская Краснознаменная пехотная школа была переименована в Орджоникидзевскую Краснознаменную пехотную школу.
16 октября 1935 года приказом по Северо-Кавказскому военному округу Орджоникидзевская Краснознаменная пехотная школа была преобразована в Орджоникидзевскую объединенную Краснознаменную военную школу. С переименованием в школе кроме пехотных командиров также стали готовить командиров для артиллерийских войск.
16 марта 1937 года Приказом НКО СССР Орджоникидзевская объединенная Краснознаменная военная школа была переименована в Орджоникидзевское Краснознаменное военное училище. Училище перешло на подготовку командиров по трём специальностям: командир стрелкового взвода, командир пулемётного взвода и командир миномётного взвода.
В сентябре 1938 года в училище программа подготовки была увеличена с 1 года до 2 лет.
10 января 1940 года приказом по СКВО, Орджоникидзевское Краснознаменное военное училище было переименовано в 1-е Орджоникидзевское Краснознаменное пехотное училище. Присвоение нумерации было связано с тем что в г. Орджоникидзе были созданы одновременно 3 пехотных училища.
К началу войны 1-е Орджоникидзевское пехотное училище заняло по боевой и политической подготовке первое место по военному округу и третье место по РККА.

### Великая Отечественная война
С началом войны училище продолжило подготовку командиров для Красной армии.
В июле 1942 года, в связи с тяжёлой ситуацией создавшейся на фронтах, из части курсантов училища был сформирован курсантский полк под командованием начальника училища полковника И. Я. Лаврентьева. Данный полк был отправлен на Сталинградский фронт в состав 64-й Армии. Первоначально к середине июля 1942 года курсантский полк был придан для усиления 29-й стрелковой дивизии. К концу августа 1942 года курсантский полк вместе с курсантским полком от Житомирского пехотного училища был передан на усиление 126-й стрелковой дивизии. В боях в Большой излучине Дона полки сформированные на базе военных училищ понесли большие потери и были расформированы. Исключение коснулось только курсантского полка Орджоникидзевского училища, которое находилось в резерве армии.
По убытию личного состава училища на фронт, из остатков офицерского состава училище было вновь восстановлено под прежним названием. К концу января 1943 года был произведён новый набор курсантов на обучение.
В связи с приближением линии фронта в августе 1942 года училище было передислоцировано в Грузинскую ССР, в г. Лагодехи. На новом месте дислокации, в начале сентября из оставшихся курсантских батальонов были сформированы 2 истребительно-противотанковых батальона и направлены на фронт, в районы Туапсе, Геленджика и Новороссийска.
В конце сентября один курсантский батальон вместе с офицерским составом и политработниками был направлен на оборону Закатальских перевалов. Позднее данный батальон вошёл в состав 103-й отдельной курсантской бригады, которая в январе 1943 года участвовала в обороне  Новороссийска.
В октябре 1942 года другой курсантский батальон училища вошёл в состав 164-й курсантской бригады. Данная бригада вошла в состав 10-го стрелкового корпуса 4-й армии и принимала участие в боевых действиях с конца октября по ноябре 1942 года на территории Северо-Осетинской АССР.
В октябре 1943 года училище отправило на фронт третий по счёту курсантский батальон, который участвовал в боевых действиях по освобождению Украины, в составе 38-й стрелковой дивизии.
18 ноября 1943 года, в честь 25-летия со дня создания, 1-е Орджоникидзевское Краснознаменное пехотное училище  за успехи в подготовке командирских кадров и участие в боевых действиях было награждено орденом Красного Знамени.
В общей сложности из приблизительно 2000 курсантов 1-го Орджоникидзевского Краснознаменного пехотного училища, отправленных за время войны на фронт в составе курсантских полков и курсантских батальонов, выжило около 120 человек.

### Послевоенный период
В сентябре 1945 года в училище был произведен первый послевоенный выпуск лейтенантов.
4 сентября 1947 года приказом Министра вооруженных Сил СССР 1-е Орджоникидзевское Краснознаменное пехотное училище было переименовано в Северо-Кавказское Краснознаменное пехотное училище.
В сентябре 1948 года Северо-Кавказское Краснознаменное пехотное училище реорганизуется в Кавказское Краснознаменное суворовское офицерское училище. В училище одновременно шло обучение суворовцев и подготовка будущих офицеров.
В августе 1958 года Кавказское Краснознаменное суворовское офицерское училище, было преобразовано в Кавказское Краснознаменное суворовское военное училище. Подготовка будущих офицеров в училище была прекращена.
В 1967 году на основе Кавказского Краснознамённого суворовского военного училища было открыто Орджоникидзевское высшее общевойсковое командное дважды Краснознаменное училище. По окончании училища, как было принято во всех советских общевойсковых училищах, выпускнику присваивалось воинское звание лейтенант, военно-учётная специальность ВУС №021001 («командир мотострелкового взвода») и гражданская специальность «инженер-механик по ремонту и обслуживанию гусеничной техники».
20 октября 1967 года за заслуги в деле защиты Советской Родины и высокие показатели в боевой и политической подготовке в честь 50-летия Великой Октябрьской социалистической революции училище награждено Почетным Знаменем ЦК КПСС, Президиума Верховного Совета СССР и Совета министров СССР.
В июне 1968 года был произведен последний выпуск суворовцев.
23 июля 1970 года в училище был произведён первый выпуск лейтенантов.
13 января 1971 года постановлением Совета Министров СССР училищу присвоено имя Маршала Советского Союза А.И. Еременко.
13 декабря 1972 года за многочисленные заслуги и вклад в обороноспособность государства, а также в ознаменование 50-летия образования СССР училище награждено Юбилейным Почетным знаком ЦК КПСС Президиума Верховного Совета СССР и Совета Министров СССР.
24 сентября 1976 года училище получило новое Боевое знамя с действительным наименованием.
В годы Афганской войны, Орджоникидзевское общевойсковое училище было одним из трёх училищ в котором курсантов обучали горной подготовке.
16 ноября 1988 года училище отметило 70-летие со дня создания.
3 марта 1993 года, распоряжением Совета Министров Российской Федерации училище было расформировано.
Более 300 выпускников училища удостоились генеральского звания. 81 выпускник были удостоены звания Герой Советского Союза
На данном историческом этапе преемником Орджоникидзевского высшего общевойскового командного училища считается Владикавказский кадетский корпус, созданный в 2012 году вне структуры Минобороны России, на базе существовавшего с 2000 по 2011 год Северо-Кавказского Суворовского военного училища.

## Начальники училища
Полный список начальников училища:
- Шемякин, Константин Яковлевич — 1918—1924;
- Буриченков, Георгий Андреевич — 1924—1929;
- Кимундрис, Александр Георгиевич — 1930—1931;
- Ржевский П. М. — 1931—1932;
- Козицкий, Александр Дмитриевич — 1932—1937;
- Самохин, Александр Георгиевич — 1937—1938;
- Томилов, Дмитрий Иванович — 1938—1939;
- Лаврентьев, Иван Яковлевич — 1939—1942;
- Свидницкий, Владимир Андреевич — 1942—1943;
- Гусев, Андрей Павлович — 1943—1945;
- Фёдоров, Павел Сергеевич — 1945—1946;
- Тарасов, Сергей Васильевич — 1946—1949;
- Баринов, Иосиф Федорович — 1949—1955;
- Бусаров, Михаил Михайлович — март—декабрь 1955;
- Филиппов, Михаил Михайлович (генерал) — 1955—1957;
- Раков, Степан Семёнович — 1958—1966;
- Сарапин, Николай Адамович — 1966—1971;
- Греськов, Михаил Васильевич — 1971—1974;
- Ульянов, Виталий Андреевич — 1974—1985;
- Гайдук, Николай Антонович — 1985—1991;
- Суанов, Станислав Николаевич — 1991—1993;
- Соколов, Пётр Алексеевич (генерал) — 1993.